# Estelle Desanges
Estelle Desanges, née le 8 mars 1977 à Château-Gontier, est une actrice pornographique française.

## Biographie
C'est en mars 1999 qu'Estelle Desanges approche pour la première fois le milieu du cinéma pornographique en rencontrant au salon de Hot Vidéo  le réalisateur Fred Coppula et le producteur Francis Mischkind, patron de la société Blue One. Ce dernier lui propose immédiatement un contrat d'exclusivité. En raison de problèmes familiaux, la jeune femme ne recontacte cependant Blue One que plusieurs mois après ; elle commence alors à tourner pour le studio qui, bien que ne lui faisant pas signer le contrat initialement prévu, la met rapidement en vedette.
Lancée par son rôle dans le film L'Emmerdeuse, réalisé par Fred Coppula, qui lui vaut le Hot d'or de la meilleure starlette française, elle devient très vite l'une des principales vedettes du cinéma pornographique français de la première moitié des années 2000. Elle se signale notamment par son aisance dans les scènes où elle doit jouer la comédie. Elle apparaît également dans des films érotiques pour des chaînes de télévision comme M6, Kiosque ou encore XXL. En 2001, elle fait une infidélité à Blue One en tournant La Fille du batelier, produit par l'éditeur du magazine Hot Vidéo et distribué par Colmax : le succès commercial de ce film conforte son statut de vedette du X.
La popularité d'Estelle Desanges auprès du public ne l'empêche pas de rester relativement soft dans ses prestations à l'écran, en évitant les pratiques sexuelles extrêmes. Par ailleurs, contrairement à d'autres hardeuses françaises, elle ne travaille guère pour des réalisateurs étrangers, à l'exception d'un tournage avec Rocco Siffredi.
En 2001-2002, elle est chroniqueuse dans l'émission littéraire Des livres et moi, animée par Frédéric Beigbeder sur Paris Première. Son rôle est de lire les passages sexuellement explicites des romans présentés, ainsi que des textes érotiques. Elle anime également des émissions érotiques sur Internet.
À partir de 2004, Estelle Desanges raréfie ses apparitions à l'écran. Elle se retire peu à peu des plateaux de tournage pour se consacrer à ses shows en discothèque et aux webcams de son site. Elle reste associée pendant plusieurs années au milieu du X, en travaillant notamment comme directrice de production de V. Communications, la société créée par Véronique Lefay ;  elle se charge également, pour cette même entreprise, de l'accompagnement et du relooking des nouvelles actrices. En parallèle, elle continue de faire quelques apparitions dans des rôles soft, notamment pour les besoins des films réalisés par ses amis Pascal Saint James et Ovidie. En 2009, elle reçoit un Hot d'or d'honneur. Toujours dans les années 2000, elle anime l'émission Sexy Mag pour la branche médias de SFR Group. Elle présente en outre pendant cinq ans le HNN, le supplément DVD de Hot Vidéo, la première année en compagnie de Nina Roberts. Début 2010, elle met un terme à cette activité pour se consacrer à sa vie de famille.

## Filmographie

### Pornographiques
- 2000 : L'Emmerdeuse, de Fred Coppula (Blue One)
- 2000 : Multi sex de Fred Coppula (Blue One)
- 2000 : Max, portrait d'un serial-niqueur, de Fred Coppula (Blue One)
- 2000 : Rocco Meats an American Angel in Paris, de Rocco Siffredi (Evil Angel)
- 2001 : Max 2 de Fred Coppula (Blue One)
- 2001 : Ma sexualité de A a X de Brigitte Lahaie (Blue One)
- 2001 : La Collectionneuse, de Fred Coppula (Blue One)
- 2001 : La Fille du batelier de Patrice Cabanel (Colmax / VCV Communication)
- 2001 : Objectif star du X de David Caroll (Horus)
- 2001 : World Wide Sex 4 (New Sensations)
- 2001 : Projet X de Fred Coppula (Blue One)
- 2001 : Les Actrices 2 de Patrice Cabanel (Blue One)
- 2001 : Les Dessous de Clara Morgane de Fred Coppula (Blue One)
- 2002 : Paris Derrière de Walter Ego (Marc Dorcel)
- 2002 : Hot Fréquence de Walter Ego (Marc Dorcel)
- 2002 : La Candidate de Fred Coppula (Blue One)
- 2002 : Explicite de John B. Root (JBR Média)
- 2002 : Le Journal de Pauline de Fred Coppula (Blue One)
- 2004 : La Totale, de Fred Coppula (Studio X) (caméo, rôle non sexuel)
- 2007 : Les Concubines d'Ovidie (V.Communications) (rôle non sexuel)
- 2007 : La Pervertie, de Pascal Saint James et Bamboo (V.Communications)

### Érotiques
- 2001 : Dangereux Désirs
- 2001 : Drôles de jeux
- 2002 : Il y a des jours comme ça
- 2002 : Marie ou la fascination charnelle
- 2003 : Perverse Léa
- 2003 : Les Tropiques de l'amour
- 2003 : Le Cirque
- 2004 :  Une passion obsédante
- 2004 :  Cours particuliers
- 2004 :  Inavouables Désirs
- 2005 :  Kama-sutra. Les secrets de l'art amoureux
- 2005 :  Clara la libertine
- 2006 :  Adorable Girls 3

### Traditionnels
- 2001 : Mortel Transfert de Jean-Jacques Beineix : la mère de Michel Durand enfant
- 2010 : Du hard ou du cochon ! (série télévisée), épisode 2 Heurts supplémentaires de Julius Berg : Caroline

## Récompenses
- 2000 : Hot d'or de la meilleure starlette française
- 2001 : Hot d'or de la meilleure actrice européenne second rôle
- 2009 : Hot d'or d'honneur[8]

## Discographie
- French Kiss - La Sélection érotique d'Estelle Desanges - CD audio - Podis. 2002. Artwork by Julien "frenchie" Massonnet
- French kiss 2 - La sélection GLAMOUR d'Estelle Desanges - CD audio - FrenchSound Records 2003
- Sex Machine - N-Gels featuring Estelle Desanges - Happy Music/Sony Music - CD audio 2004